# Галушкина, Лидия Ивановна
Ли́дия Ива́новна Галу́шкина (15 июня 1923, Иваново-Вознесенск — 11 ноября 2009) — белорусская оперная певица (меццо-сопрано). Народная артистка БССР (1963).

## Биография
Лидия Галушкина родилась 15 июня 1923 года в Иваново-Вознесенске (ныне Иваново).
Во время Великой Отечественной войны ездила с концертами по госпиталям и расположениям войск, где, помимо игры на фортепиано, пела.
В 1950 году окончила Московскую консерваторию по классу пения Ф. С. Петровой. В 1952—1981 годах — солистка Государственного театра оперы и балета БССР. С 1974 по 2009 год работала в Белорусской государственной академии музыки профессором кафедры пения.
Творчеству Л. Г. Галушкиной присуще «глубокое проникновение в психологию своих сценических героинь, способность создавать впечатляющие музыкальные образы». Среди театральных ролей Лидии Ивановны можно отметить следующих персонажей: Надежда («Надежда Дурова» Анатолия Богатырёва), Алеся («Алеся» и «Михаил Подгорный» Евгения Тикоцкого), Ганна («Маринка» Григория Пукста), Мальвина, Вероника («Колючая роза», «Зорка Венера» Юрия Семеняко), Марина («Ясный рассвет» Алексея Туренкова), Марина Мнишек, Кончаковна, Любава, Любаша; Аксинья («Тихий Дон» Ивана Дзержинского), Клара («Обручение в монастыре» Сергея Прокофьева), Любаша («Царская невеста» Николая Римского-Корсакова), Клитемнестра («Орестея» Сергея Танеева), Кармен («Кармен» Жоржа Бизе), Амнерис («Аида» Джузеппе Верди), Лавра («Джоконда» Амилькаре Понкьелли), Ядвига («Страшный двор» Станислава Монюшко), Ульрика («Бал-маскарад» Джузеппе Верди) и другие. Стала первой исполнительницей многих камерных произведений белорусских композиторов.
Партия Кармен в одноимённой опере Жоржа Бизе — одна из наиболее значимых в творчестве Лидии Галушкиной. В 1958 году эту партию лично, «из рук в руки», ей передала народная артистка СССР Лариса Александровская, первая исполнительница роли Кармен на белорусской сцене. Лидия Галушкина об этом событии вспоминала следующее:
Получить такую партию мечтает, наверное, каждая оперная певица. А иметь перед собой живой пример блестящей актрисы и получить эту роль от неё — счастье вдвойне. Лариса Помпеевна неоднократно говорила мне, что эту партию должна исполнять исключительно певица, обладающая выдающимся актёрским мастерством, иначе за роль лучше не браться вообще.
Скончалась 11 ноября 2009 года.
25 июня 2013 года к 90-летию Лидии Галушкиной состоялся спектакль «Кармен» Жоржа Бизе. В нём заглавную партию Кармен исполнила ведущая солистка Большого театра Беларуси, ученица Лидии Галушкиной и заслуженная артистка Республики Беларусь Оксана Волкова.